# Adil
Adil – arabskie imię męskie, pochodzące od słowa adil (arab. ‏عدل‎, ’adil) – 'sprawiedliwy', 'uczciwy'.
Żeńskim odpowiednikiem jest Adila.
Adil imieniny obchodzi 1 listopada.

## Imiennicy
Znane osoby noszące to imię:
- Adil Girej (1617–1672) – chan krymski.
- Adil Çarçani (1922–1997) – albański polityk.
- Adil Safar (ur. 1953) – syryjski polityk.
- Adil Kaouch (ur. 1979) – marokański lekkoatleta.
- Adil Shamasdin (ur. 1982) –  kanadyjski tenisista
- Adil Rami (ur. 1985) –  francuski piłkarz marokańskiego pochodzenia.
- Adil Hermach (ur. 1986) – francuski piłkarz.

Zobacz też:
Artykuły i przekierowania do artykułów zaczynające się od „Adil”